# Otto Höver

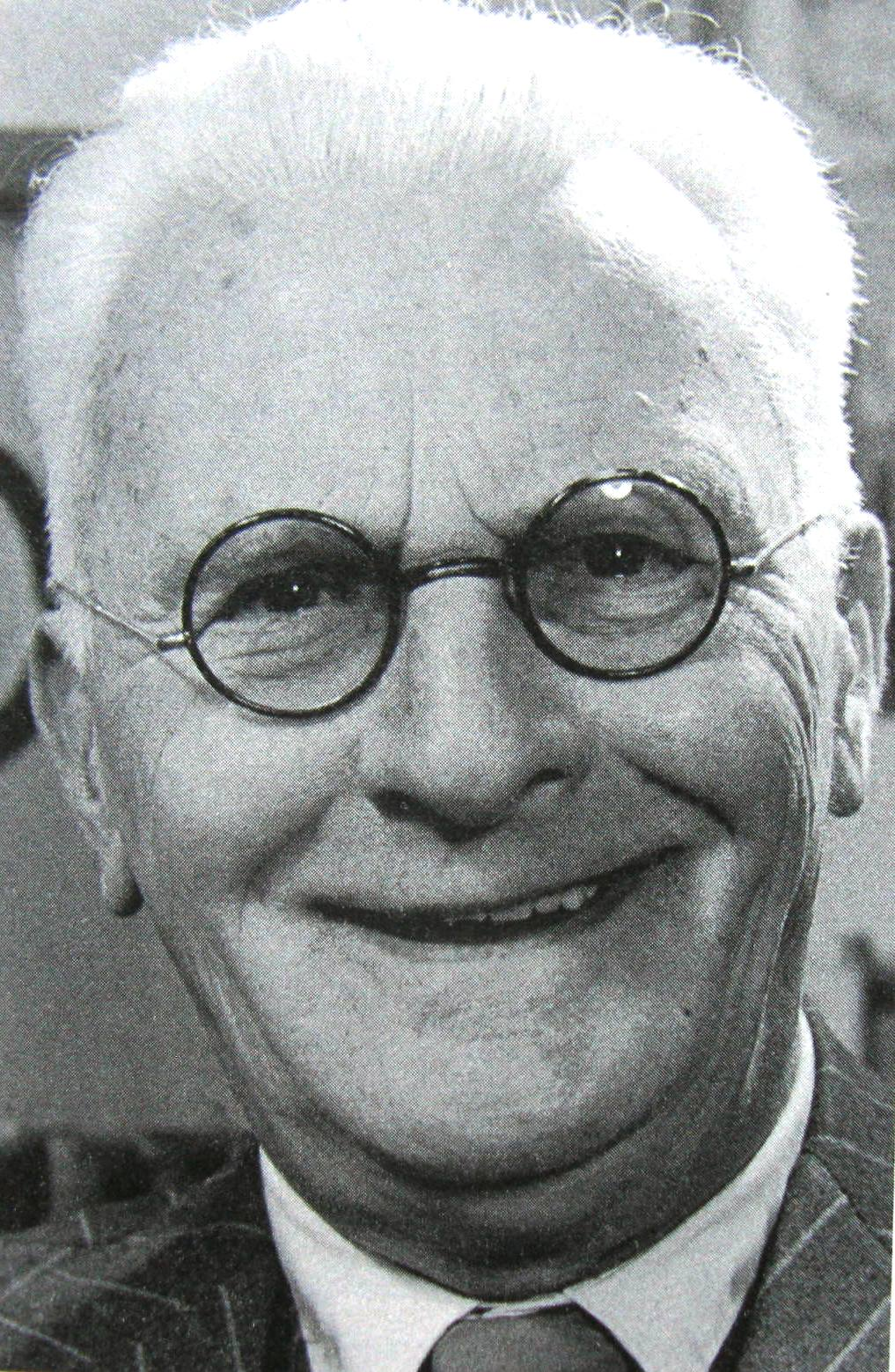
Otto Höver

Otto Adolf Höver (* 14. Dezember 1889 in Bremerhaven; † 15. Juni 1963 ebenda) war ein deutscher Kunsthistoriker, Schriftsteller und Stadtbibliothekar in Bremerhaven. Bekannt wurde er vor allem mit Publikationen zur Schifffahrt.

## Leben
Höver besuchte in Geestemünde das humanistische Gymnasium, die nachmalige Wilhelm-Raabe-Schule. Nach dem Abitur studierte er von 1909 bis 1920 an der Friedrich-Wilhelms-Universität Berlin, der Albert-Ludwigs-Universität Freiburg und der Ludwig-Maximilians-Universität München Kunstgeschichte, Archäologie und Völkerkunde. Im Ersten Weltkrieg musste er das Studium unterbrechen und als Soldat dienen. Er erlitt eine schwere Verwundung am linken Bein. 1920 wurde er zum Dr. phil. promoviert. Er war wissenschaftlich tätig in Hagen, Berlin, Kiel und Kassel. Von 1929 bis 1932 war Höver freier Schriftsteller in Bremen. Hier schrieb er sein bedeutendstes Buch Von der Galiot zum Fünfmaster, unsere Segelschiffe in der Weltschiffahrt. Von 1932 bis 1945 leitete er die Stadtbibliothek in Bremerhaven. 1935 regte er in einem Brief an Oberbürgermeister Walter Delius den Bau eines Schiffahrtsmuseums in Wesermünde an. Er war bedeutend als Autor von Werken zur Geschichte der Seefahrt und der Werften. Als Privatgelehrter unternahm er zahlreiche Auslandsreisen.

## Werke
- Kultbauten des Islam. Wilhelm Goldmann, Leipzig 1922.
- Vergleichende Architekturgeschichte. Allgemeine Verlagsanstalt, 1923.
- Javanische Schattenspiele. Goldmann, Leipzig 1923.
- Indische Kunst. Hirt, Breslau 1923.
- Das Eisenwerk. Die Kunstform des Schmiedeeisens. Wasmuth, Berlin 1927.
- Erich Basarke. Chemnitz 1928.
- Von der Galiot zum Fünfmaster. Bremen 1934, Reprint Norderstedt 1975.
- Deutsche Hochseefischerei. Oldenburg 1936.
- Deutsche Seegeschichte. Athenaion und Rütten & Loening, Potsdam 1939 und 1942.
- 100 Jahre Weser-Werft 1843–1943. Geschichte der Actien-Gesellschaft „Weser“, Schiffswerft u. Maschinenbauanstalt in Bremen. Bremen 1943.
- Älteste Seeschiffahrt und ihre kulturelle Umwelt. Weltgeschichtliches aus dem dritten vorchristlichen Jahrtausend. Wede, 1948.
- Von der Kogge zum Klipper. Hamburg 1948.
- Vincent van Gogh – als Zeichner. Dehio, Emmendingen 1948.
- Auguste Rodin, Bildwerke. Dehio 1948.
- Das Eisenwerk. Die Kunstformen des Schmiedeeisens vom Mittelalter bis zum Ausgang des 18. Jahrhunderts. Wasmuth, 1953.
- Fünfzig Jahre Schiffbaugesellschaft Unterweser A.G. 1903–1953. Bremerhaven 1953.
- Bremerhaven und der Norddeutsche Lloyd. In: Nordsee-Kalender, 5. Jahrgang 1953, S. 36–42.
- Bremische Segelschiffe und ihre Reeder 1840–1914. In: Nordsee-Kalender, 5. Jahrgang 1953.
- Aus der Geschichte unserer Werften. In: Nordsee-Kalender, 7. Jahrgang 1955, S. 40–44.
- Geschichte der Schichaukaje. In: NdHbl 1963, Nr. 164.
- Alt-Asiaten unter Segel im Indischen und Pazifischen Ozean durch Monsune und Passate. Limbach, 1961.
- Denkwürdigkeiten aus Bremerhavens Passagierverkehr. In: NdHbl 1963, Nr. 164.
- Georg Dietrich Seebeck. In: Bremische Biographie von 1912–1962. Bremen 1969.